# Bebo
Bebo (acronimo di Blog Early, Blog Often) è stato un social network creato nel gennaio 2005 ed effettivamente operativo fino alla sua bancarotta nel 2013. Dopo vari tentativi di rilancio come distributore di app per smartphone, nel luglio 2019 venne rilevato da Amazon, che però lo lasciò inattivo. Nel febbraio 2021 venne annunciata una sua ulteriore riapertura, ma nel maggio 2022 è stato definitivamente chiuso. 

## Storia
Bebo venne creato a San Francisco dai coniugi Michael e Xochi Birch nel gennaio 2005 e successivamente venduto, nel marzo 2008, ad AOL per 850 milioni di dollari. Questo lo portò ad un grande rilancio del sito a partire dal luglio dello stesso anno. Successivamente, però, il successo del sito è calato drasticamente, portando AOL a venderlo per una cifra compresa fra 5 e 10 milioni di dollari (proporzionalmente irrisoria rispetto al prezzo d'acquisto) o all'eventuale chiusura del sito se non avesse trovato acquirenti.
Nel maggio 2013 l'azienda presentò istanza di fallimento secondo il Chapter 11 e in luglio il social network venne rivenduto ai suoi fondatori originali Michael e Xochi Birch per la cifra di un milione di dollari. Il sito è stato quindi chiuso per manutenzione ed è stata annunciata la nascita di "un Bebo completamente nuovo".
Nell'aprile 2014 il sito ritornò online, ma solo per la distribuzione di app per smartphone create dall'azienda.

## Funzioni
Bebo era molto simile ad altri social network: era possibile richiedere l'amicizia ad altri utenti e solo loro, una volta accettato, potevano vedere il profilo per intero. C'era uno spazio apposito per lasciare messaggi e commenti ai propri amici. Si potevano caricare un numero illimitato di foto, inserendole in album con il limite di 48 foto per ogni album. Nel proprio profilo si potevano inserire quiz e sondaggi da far fare ai propri amici. Sempre nel profilo era presente un "Box video" dove era possibile inserire i propri video o quelli presenti su YouTube.

### Privacy
Bebo offriva agli utenti tre livelli di privacy:
- Pubblico (il profilo può essere visto da tutti, tranne che per i minori di 16 anni, per i quali bisogna essere registrati)
- Privato (il profilo è visibile solo agli amici della persona e alle persone che frequentano la stessa scuola)
- Totalmente privato (il profilo è visibile solo agli amici)

## Applicazioni
Il 1º novembre 2007 Bebo annunciò la collaborazione con OpenSocial per la creazione di applicazioni utilizzabili nella piattaforma Bebo.
Questa piattaforma fu una delusione per molti utenti, ed a Bebo arrivarono molte critiche. In un sondaggio degli sviluppatori di Bebo risultò che alla maggioranza non piaceva la piattaforma delle applicazioni.

## Lingue
Bebo, con 22 milioni di utenti (dato aggiornato al 17 marzo 2009), era divenuto uno tra i più importanti social network del mondo, perciò si adattò alla propria popolarità mettendo a disposizione nuove lingue:
- Inglese
- Polacco
- Tedesco
- Francese
- Olandese
- Spagnolo
- Italiano